# 陈郁故居
陈郁故居，位于中国广东省深圳市深圳市南山区南园社区，为深圳市的一个市、县级文物保护单位，类型为近现代重要史迹及代表性建筑，公布时间为1984年9月6日。
陈郁故居的历史年代为现代。